# Sito Pons

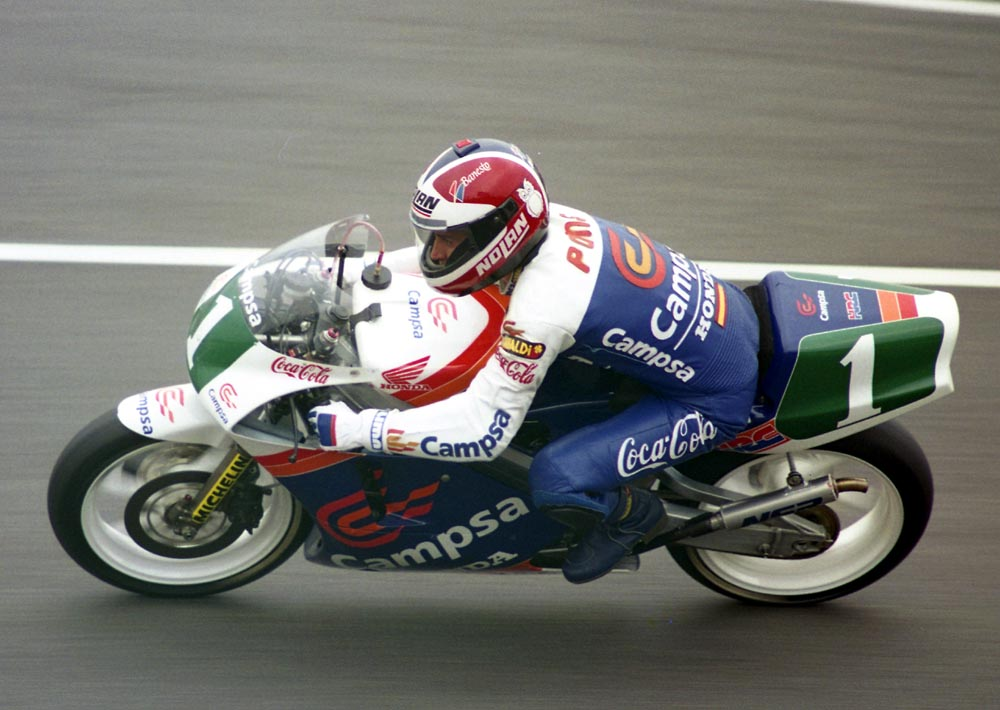
Pons op Honda bij de Grote Prijs van Japan 1989

Alfonso Pons i Ezquerra, bekend als Sito Pons, (Barcelona, 9 november 1959) is een voormalig Spaans motorcoureur.
Pons streed tussen 1981 en 1991 in totaal 121 wedstrijden in het wereldkampioenschap wegrace, won daarbij in het seizoen 1988 en 1989 de wereldtitel in de 250 cc-klasse en was na zijn actieve carrière als teameigenaar succesvol.

## Coureur
Zijn eerste succes behaalde Pons in 1986 met het winnen van de Spaanse 250 cc titel. Twee jaar later, in 1988, werd hij als eerste Spaanse coureur wereldkampioen in de kwartliterklasse. Na zijn succesvolle titelverdediging in 1989 stapte Pons in het seizoen 1990 over naar de 500 cc-klasse, waarin hij tot zijn verwondingen bij de Joegoslavische Grand Prix op de vierde plek in het algemeen klassement stond. In de koningsklasse kon hij echter niet tippen aan het succes dat hij had in de kleinere klassen en beëindigde in 1992 zijn actieve carrière. 

## Teamchef
Sito Pons kwam achter de pitmuur terecht als chef van zijn eigen raceteam, Honda Team Pons, het tegenwoordige Pons Racing. Hij contracteerde de voormalig 125 cc-wereldkampioen Àlex Crivillé als rijder, die op Assen in 1992 de eerste race in de koningsklasse voor het team kon winnen. In de daarop volgende jaren kon het team met Alberto Puig, Carlos Checa, Alex Barros en Loris Capirossi overwinningen binnenhalen.
Sinds 2004 komt zijn team ook uit in de Formule Renault 3.5 Series en won met de Fin Heikki Kovalainen in 2004 de titel.

## Statistiek als coureur
| Jaar | Plaats | Klasse | Team   |
| ---- | ------ | ------ | ------ |
| 1984 | 4e     | 250 cc | Cobas  |
| 1985 | 12e    | 500 cc | Suzuki |
| 1986 | 2e     | 250 cc | Honda  |
| 1987 | 2e     | 250 cc | Honda  |

| Jaar | Plaats | Klasse | Team  |
| ---- | ------ | ------ | ----- |
| 1988 | 1e     | 250 cc | Honda |
| 1989 | 1e     | 250 cc | Honda |
| 1990 | 10e    | 500 cc | Honda |
| 1991 | 14e    | 500 cc | Honda |